# Бесед
Бесед (блр. Беседзь; рус. Беседь) — река у Русији и Белорусији и лева притока реке Сож (сливно подручје Дњепра).

## Карактеристике
Бесед извире у јужном делу Смоленске области у Русији. Тече преко Могиљовске области (Белорусија), затим преко западног дела руске Брјанске области и затим се улива у реку Сож 30 km северно од града Гомеља у Гомељској области Белорусије.
Укупна дужина тока од извора до ушћа је 261 km, а површина сливног подручја 5.600 km². Просечан годишњи проток на ушћу је око 27,8 m³/s.
У басену реке Бесед налазе се градска насеља Хоцимск и Касцјуковичи у Белорусији. Река је пловна од брјанског градића Краснаја Гора које се налази на неких 98 km узводно од ушћа.
Најважније притоке су Палуж, Столбунка, Аљешња.